# Julia Child
Julia Carolyn Child f. McWilliams (født 15. august 1912  i Pasadena, Californien, død 13. august 2004 i Californien) var en amerikansk kok, forfatter og tv-personlighed. 
Hendes opvækst gav ikke anledning til formodninger om, at hendes liv ville koncentrere sig om professionel madlavning. Efter en uddannelse fra kvindeuniversitetet Smith College i Northampton i Massachusetts blev hun under 2. verdenskrig engageret af Office of Strategic Services (OSS), der var en forløber for CIA, og hun blev udstationeret på Ceylon (i dag Sri Lanka). Her mødte hun Paul Child, som hun senere blev gift med, og efter krigen fulgte hun ham, da han blev placeret i Paris. Her stiftede hun bekendtskab med fransk madlavning og kogekunst, og efter uddannelse og studier af fransk kogekunst startede hun en kokkeskole. 
Efter at Julia Child var vendt tilbage til USA fortsatte hun sine aktiviteter, og sammen med de to franske kokke og kogebogsforfattere Simone Beck og Louisette Bertholle præsenterede hun det franske køkken og fransk kogekunst for amerikanerne i sin første bog, Mastering the Art of French Cooking, fra 1961. Bogens popularitet resulterede i en stribe genudgivelser, og i 1970 blev den efterfulgt af en fortsættelse (bind 2).
Julia Childs omfattende aktiviteter gjorde hende gradvis stadig mere kendt, og gennem 1970'erne og 1980'erne var hun tv-vært i flere kokke- og madlavningsserier. Hendes fokus lå hovedsagelig på det franske køkken, herunder først og fremmest på det kulinariske og i langt mindre omfang på prisen.
Den amerikanske dramakomediefilm Julie & Julia fra 2009 portrætterer Julia Child (spillet af Meryl Streep) samt madblogger og -skribent Julie Powell (spillet af Amy Adams)
I 2022 præsenterede streamingtjenesten HBOmax en ny serie “Julia” som omhandler Julia Childs vej ind på TV i begyndelsen af 1960’erne. 